# 国际英语水平考试

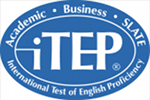
iTEP的標誌

国际英语水平考试（The International Test of English Proficiency，简称为iTEP）是一个语言评估测试，衡量母语非英语者的英语能力。该测试成绩为600多个院校所接受，包括加利福尼亚州立大学大学系统。iTEP在40多个国家有考点，并且也被企业和政府部门所使用，例如在沙特阿拉伯，哥伦比亚和墨西哥各国举行大型考试。在2014年， iTEP在中国快速增长，於中国增加了100多个考点。 iTEP是由美国波士顿教育服务公司研发，这是由前ELS语言中心总裁，佩里埃金斯和合作人Sharif Ossayran共同创立的测试。该测试在2008年首次推出iTEP学术时，主要是针对大学，学院，和国际课程。之后推出其他版本，针对中学生，商业和观光招待业。

## 格式
iTEP考试有四种格式：

### iTEP学术
主要为大学学院用来招生。英语强化课程（IEPS）也利用此测试在校内评估学生入学英语能力，学习进度，及学成结果。 

### iTEP SLATE
评估高中，中专，中小学生，并也为寄宿学校和学院采用。 2012年6月和2013年6月间，美国的机构承认到此测试的人数增加了4倍。这人数的增长主要是由于ETS的SLEP考试的退休和小托福初级考试的不普及。

### iTEP商业
测量工作环境中所需的的英语技能。公司用它来筛选新员工，做出职位晋升和工作决策，和评估英语培训课程结果。

### iTEP观光招待
评估观光招待業所需的英语技能，工作在餐馆，酒店，度假村和邮轮服务于英语的人。考试时间30分钟，评估口语和听力。通常是在應徵地點考試，雇主通常用考試結果來做聘用及職位升遷决策。

iTEP学术，iTEP SLATE和iTEP商业都有一个“核心”版本和“强化”的版本。 “核心”版本是於互联网上考的，考試時間一共60分钟，测试阅读，语法和听力。 “强化”的版本则有90分钟，加考写作和口语，通过电脑互联网，考生可以提交写作文章和口语录音。“核心”考试结果可即时对选择题的部分评分，口语和写作的结果则在5个工作日。 “强化”考试的零售价为$99USD，可以在3天内安排考试，与iTEP的竞争对手比起，其中包括托福和雅思，iTEP的优点为考试日期有弹性和价位低廉。机构和企业的现场iTEP考试则享有折扣。

## 评分
ITEP测试的每个部分，以及整体分数，级别划分为1-6等级 （以每0.5间隔）。每个级别可以对比为欧洲共同语言参考标準(Common European Framework of Reference for Languages)水平或其他类似语言能力考试成绩等效范围内。

## 测试准备
在2014年， 美国波士顿教育服务公司发佈了官方iTEP准备指南。该准备指南为一个133页的书，旨在熟悉测试者的测试的格式，还包括两个iTEP模拟测试，一是要用於读准备指南前测试，另一个则在读完准备指南后做为一个比较。在测试的写作和口语部分是自我评分，以帮助测试者了解，将被用来评估他们的考试要则。该准备指南是网上销售，约$27美金。